# Ciudad santuario

Los estados pro-santuario están en azul, los estados que han prohibido las ciudades santuario están en rojo y los estados en gris no tienen una política oficial.

Ciudad santuario (en inglés: sanctuary city)  se refiere a las jurisdicciones municipales, normalmente en Norteamérica, que limitan su cooperación con el esfuerzo del gobierno nacional para hacer cumplir la ley de inmigración. Los dirigentes de las ciudades santuario afirman que quieren reducir el miedo a la deportación y a la posible ruptura familiar entre las personas que se encuentran en el país de forma ilegal, de modo que estas personas estén más dispuestas a denunciar delitos, a utilizar los servicios sanitarios y sociales y a matricular a sus hijos en la escuela. En Estados Unidos, las políticas municipales incluyen la prohibición de que la policía o los empleados de la ciudad interroguen a las personas sobre su estatus migratorio y la denegación de las solicitudes de las autoridades nacionales de inmigración para detener a las personas más allá de su fecha de puesta en libertad, si fueron encarceladas por infringir la ley local. Estas políticas pueden establecerse expresamente en la ley (de jure) u observarse en la práctica (de facto), pero la designación de "ciudad santuario" no tiene una definición legal precisa. La Federación para la Reforma de la Inmigración Estadounidense estimó en 2018 que 564 jurisdicciones estadounidenses, incluyendo estados y municipios, habían adoptado políticas de santuario.
Los estudios sobre la relación entre el estatus de santuario y la delincuencia han concluido que las políticas de santuario no tienen ningún efecto sobre la delincuencia o que las ciudades santuario tienen índices de delincuencia más bajos y economías más fuertes que las ciudades comparables no santuario. Las políticas de las ciudades santuario reducen sustancialmente las deportaciones de los inmigrantes indocumentados que no tienen antecedentes penales, pero no tienen ningún efecto sobre los que tienen antecedentes penales violentos. Quienes se oponen a las ciudades santuario argumentan que las ciudades deberían ayudar al gobierno nacional a aplicar la ley de inmigración, y que las ciudades santuario aumentan la delincuencia. Los partidarios de las ciudades santuario sostienen que la aplicación de la ley federal no es tarea de las localidades, y que los recursos de las fuerzas del orden pueden priorizarse hacia mejores fines.
Las ciudades europeas se han inspirado en las mismas corrientes políticas del movimiento santuario que las ciudades estadounidenses, pero el término "ciudad santuario" tiene ahora significados diferentes en Europa y Norteamérica. En el Reino Unido y en la Europa continental, ciudad santuario se refiere a las ciudades que se comprometen a acoger a refugiados, solicitantes de asilo y otras personas que buscan seguridad. Hay al menos 80 pueblos, ciudades y áreas locales con esta política en Inglaterra, Gales, Escocia e Irlanda del Norte con un énfasis en la construcción de puentes de conexión y entendimiento a través de la sensibilización, los planes de amistad y la formación de conexiones culturales. Glasgow y Swansea se han convertido en destacadas ciudades santuario.

## Tradición
El concepto de ciudad santuario se remonta a miles de años atrás. Se ha asociado con el cristianismo, el islam, el judaísmo, el budismo, el bahaísmo, el sijismo y el hinduismo. En la civilización occidental, las ciudades santuario se remontan al Antiguo Testamento. El Libro de los Números ordena la selección de seis ciudades de refugio en las que los autores de homicidios accidentales podían reclamar el derecho de asilo. Fuera de estas ciudades, la ley permitía la venganza de sangre contra tales autores. En el año 392 d. C., el emperador romano Teodosio I estableció santuarios bajo control eclesiástico. En el año 600, en la Inglaterra medieval, se concedió a las iglesias un derecho general de santuario, y algunas ciudades fueron creadas como santuarios por carta real. El derecho general de santuario para las iglesias en Inglaterra fue abolido en 1621.

## Historia
En 1979, Los Ángeles fue la primera ciudad en impedir que la policía investigara el estatus migratorio de los arrestados. El movimiento que estableció ciudades santuario en los Estados Unidos comenzó a principios de la década de 1980. El movimiento tiene sus raíces en la filosofía religiosa, así como en las historias de los movimientos de resistencia a las injusticias estatales percibidas. Posteriormente, otras jurisdicciones estadounidenses aplicaron estas mismas disposiciones, como los condados o los Estados (California, Nuevo México, y Colorado). Un hito en el movimiento de ciudades santuario de los EE. UU. ocurrió en 1985 en San Francisco, que aprobó la resolución en gran parte simbólica de la “Ciudad de Refugio”. La resolución fue seguida el mismo año por una ordenanza que prohibía el uso de fondos y recursos de la ciudad para ayudar a la aplicación federal de inmigración, la característica que define a una ciudad santuario en los EE. UU. En Estados Unidos, hay alrededor de 300 jurisdicciones bajo esta definición, algunos ejemplos son: Nueva York, Los Ángeles, Miami, Boston y San Diego. Alrededor de once millones de personas estuvieron viviendo en EE. UU. ilegalmente en el año 2017, la mayoría de ellas en ciudades santuario.

## Por región

### Europa
En Reino Unido, más de 80 ciudades y municipios, así como regiones, ahora se pueden encontrar bajo dicha designación, por ejemplo, las ciudades de Glasgow, Oxford, Sheffield y Swansea.

### Estados Unidos
En Estados Unidos, hay alrededor de 300 áreas metropolitanas bajo esta definición, algunos ejemplos son: Nueva York, Los Ángeles, Boston y San Diego.
En junio de 2019, el gobernador de Florida, Ron DeSantis, firmó un proyecto de ley que prohíbe las ciudades santuario. El proyecto de ley prohíbe a los gobiernos locales promulgar políticas de "santuario" que protejan a los inmigrantes indocumentados de la deportación y todas las agencias de aplicación de la ley en Florida tendrán que cooperar con las autoridades federales de inmigración. Florida se convirtió en el 12º estado en prohibir las ciudades santuario.

### Colombia
Desde la Crisis en Venezuela los venezolanos no han tenido más opción que recurrir a cruzar la frontera de Colombia, cambiando así la cifra de 44.000 venezolanos en Colombia para el 2016 a 2.000.000 en 2020, por lo que las autoridades de migración Colombia no han tenido otra opción que cooperar con ellos, la ciudad santuario más importante en esta situación es Cúcuta debido a su fácil alcance, otras que también son de fácil acceso para ellos son Maicao, Bucaramanga y Arauca además de ellas hay centros de acopio y ayuda para los venezolanos en ciudades como Bogotá, Medellín, Cali, Barranquilla, Cartagena de Indias, Pereira y Aguachica.

### Argentina
Argentina es considerado un estado santuario para los inmigrantes debido a que ha sido un destino importante para los inmigrantes desde el siglo XIX. La inmigración en Argentina ha sido una parte importante de la historia del país y ha contribuido significativamente a su desarrollo económico y cultural. El país ha sido un destino popular para los inmigrantes de todo el mundo, incluyendo Europa, Asia y América Latina. En la actualidad, Argentina tiene una política de inmigración abierta y acoge a inmigrantes de todo el mundo formando parte de la Constitución Nacional dicho status. El país simplifica tanto la radicación de extranjeros que la solicitud puede realizarse a distancia para la residencia temporal. A los dos años de residir puede solicitar la ciudadanía